# Nahuel Molina
Nahuel Molina Lucero (Embalse, 1998. április 6. –) világbajnok argentin válogatott labdarúgó, az Atlético Madrid játékosa.

## Pályafutása

### Klubcsapatokban
A Boca Juniors saját nevelésű játékosa. 2016. február 18-án debütált a San Martín de San Juan ellen. 2018 januárjában kölcsönbe került a Defensa y Justicia csapatához. 2019. január 25-én a Rosario Central vette kölcsön. 2020. szeptember 15-én az olasz Udinese ingyen szerződtette és 2025-ig írt alá. 2022. július 28-án ötéves szerződést kötött az Atlético Madriddal.

### A válogatottban
2017-ben a Dél-amerikai U20-as labdarúgó-bajnokságon hat mérkőzésen lépett pályára. 2021. június 3-án mutatkozott be Chile ellen a felnőtt válogatottban. A 2021-es Copa Américán pályára lépett.
2022 novemberében a 2022-es labdarúgó-világbajnokságra utazó keret tagja lett, és hat mérkőzésen kezdőjátékosként lépett pályára. December 9-én szerezte első gólját Argentína színeiben, a világbajnokság negyeddöntőjében, Hollandia ellen a 35. percben. Korábban Alexis Mac Allisternek adott gólpasszt a Lengyelország elleni csoportkörben.

## Statisztika
Frissítve a 2022. november 12-i állapot szerint.

### Klubcsapatokban
| Klub                            | Szezon           | Bajnokság        | Bajnokság | Bajnokság | Kupa  | Kupa  | Nemzetközi | Nemzetközi | Egyéb | Egyéb | Összes | Összes |
| Klub                            | Szezon           | Liga             | Mérk.     | Gólok     | Mérk. | Gólok | Mérk.      | Gólok      | Mérk. | Gólok | Mérk.  | Gólok  |
| ------------------------------- | ---------------- | ---------------- | --------- | --------- | ----- | ----- | ---------- | ---------- | ----- | ----- | ------ | ------ |
| Boca Juniors                    | 2016–17          | Primera División | 8         | 0         | 0     | 0     | 1          | 0          | —     | —     | 9      | 0      |
| Boca Juniors                    | Összesen         | Összesen         | 8         | 0         | 0     | 0     | 1          | 0          | —     | —     | 9      | 0      |
| Defensa y Justicia (kölcsönben) | 2017–18          | Primera División | 14        | 1         | 2     | 0     | 7          | 0          | —     | —     | 23     | 1      |
| Defensa y Justicia (kölcsönben) | 2018–19          | Primera División | 3         | 0         | 0     | 0     | —          | —          | —     | —     | 3      | 0      |
| Defensa y Justicia (kölcsönben) | Összesen         | Összesen         | 17        | 1         | 2     | 0     | 7          | 0          | 0     | 0     | 26     | 1      |
| Rosario Central (kölcsönben)    | 2018–19          | Primera División | 6         | 0         | 1     | 0     | 6          | 0          | —     | —     | 13     | 0      |
| Rosario Central (kölcsönben)    | 2019–20          | Primera División | 16        | 1         | 2     | 0     | —          | —          | —     | —     | 18     | 1      |
| Rosario Central (kölcsönben)    | Összesen         | Összesen         | 22        | 1         | 3     | 0     | 6          | 0          | 0     | 0     | 31     | 1      |
| Udinese                         | 2020–21          | Serie A          | 29        | 2         | 2     | 0     | —          | —          | —     | —     | 31     | 2      |
| Udinese                         | 2021–22          | Serie A          | 35        | 7         | 2     | 1     | —          | —          | —     | —     | 37     | 8      |
| Udinese                         | Összesen         | Összesen         | 64        | 9         | 4     | 1     | 0          | 0          | 0     | 0     | 68     | 10     |
| Atlético Madrid                 | 2022–23          | La Liga          | 11        | 0         | 1     | 0     | 6          | 0          | —     | —     | 18     | 0      |
| Atlético Madrid                 | Összesen         | Összesen         | 11        | 0         | 1     | 0     | 6          | 0          | —     | —     | 18     | 0      |
| Karrier összesen                | Karrier összesen | Karrier összesen | 122       | 11        | 10    | 1     | 20         | 0          | 0     | 0     | 152    | 12     |

### A válogatottban
2022. december 18-án frissítve.
| Nemzeti csapat | Év       | Pályára lépés | Gól |
| -------------- | -------- | ------------- | --- |
| Argentína      | 2021     | 13            | 0   |
| Argentína      | 2022     | 14            | 1   |
| Összesen       | Összesen | 27            | 1   |

## Sikerei, díjai
- Argentína
  - Világbajnokság: 2022
  - Copa América: 2021
  - Interkontinentális Szuperkupa: 2022